# Richard Bands
Richard Edward Bands, né le 25 mars 1974 à Mafeking (Afrique du Sud), est un joueur de rugby à XV sud-africain qui joue avec l'équipe d'Afrique du Sud depuis 2003 et dans le Super 14 avec les Bulls. Il évolue comme première ligne pilier (1,82 m pour 114 kg).

## Carrière

### En club
- Super 14 avec les Bulls.

### En équipe nationale
Il a effectué son premier test match avec les Springboks le 7 juin 2003 à l’occasion d’un match contre l'équipe d'Écosse.
Il a disputé la coupe du monde 2003 (4 matchs).

## Palmarès
- 11 sélections avec les Springboks
- Sélections par saison : 11 en 2003